# Hostigamiento de toros

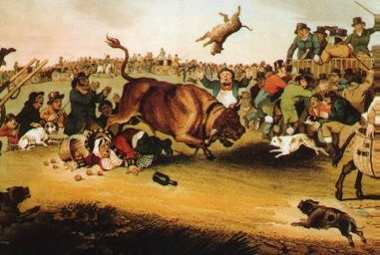
Bull-baiting, según una ilustración de 1821

El hostigamiento de toros (bull-baiting en inglés) fue un antiguo espectáculo sangriento, popular en Inglaterra, que implicaba el hostigamiento de toros con perros.

## Historia

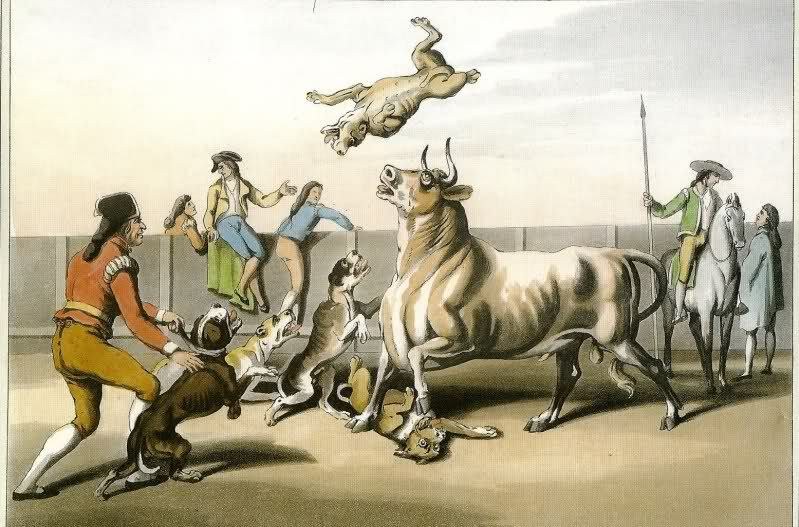
Bull-baiting in Spain por Edward Orme

En los tiempos de la reina Ana de Gran Bretaña, el hostigamiento de toros (bull-baiting) tenía lugar en Londres, en Hockley-in-the-Hole, dos veces por semana, y era bastante común en las ciudades de provincia. En Stamford y en Tutbury todos los años perseguían un toro por las calles de la población. 
Se colocaba el toro en un ruedo, construido especialmente para ese fin, y se ataba a una estaca de hierro para que pudiera moverse en un área aproximada de 9 metros. El objetivo era que los perros inmovilizaran al toro.
Antes de que se iniciara el espectáculo, algunas veces ponían pimienta en el hocico del animal para enfurecerlo. Otras veces colocaba el animal en un hoyo. Una variante de hostigamiento de toros se hacía con el "toro sujeto" ("pinning the bull"); unos perros especialmente entrenados se abalanzaban sobre el toro de uno en uno, hasta que le mordían en el hocico. La raza bulldog se creó especialmente para este espectáculo.
En 1802 se presentó en la Cámara de los Comunes un proyecto de ley para la supresión de esta práctica, pero la rechazaron 13 votos y no se le puso fin hasta el año 1835 mediante una ley, la llamada Acta de Crueldad contra los Animales de 1835, que prohibía las instalaciones dedicadas al hostigamiento o lucha contra cualquier toro, oso, perro u otro animal.